# Manfred Kujawski
Manfred Kujawski (* 20. Mai 1924; † 2. August 2024 in Gosen-Neu Zittau) war ein deutscher Setdesigner, Modellbauer und Formgestalter. 

## Leben
Manfred Kujawski absolvierte nach seinem Schulabschluss eine Ausbildung zum Bootsbauer. In diesem Beruf war er daraufhin auch einige Jahre tätig. 
Kujawski war von 1959 bis 1987 als Setdesigner, Modellbauer und Produktgestalter für das Fernsehen der DDR tätig. In dieser Funktion war er vor allem für die Sendung Unser Sandmännchen zuständig, wobei er als Leiter der Werkstatt zunächst im dazugehörigen Studio in Berlin-Adlershof und dann ab 1960 in Berlin-Mahlsdorf eine große Anzahl der Folgen als Formgestalter in Szene setzte und für den Bau der maßstabsgerechten Dekorationen und Fahrzeuge verantwortlich war. Für sein Perspektivmodell des Brandenburger Tores erhielt er die Goldene Lorbeere, die höchste Auszeichnung des Deutschen Fernsehfunks. Im Jahr 1987 ging er in den Ruhestand.
Im August 2023 war Kujawski in der vom NDR produzierten Sendung Kaum zu glauben! mit 99 Jahren der bislang älteste Gast.
Kujawski war Ehrenmitglied der Freiwilligen Feuerwehr Rauchfangswerder, deren Wehrleiter er einst war.
Kujawski wohnte in Gosen-Neu Zittau. Er starb im August 2024 im Alter von 100 Jahren.